# Aimé Maléré
Aimé Maléré, né vers 1942, est un homme politique vanuatais.

## Biographie
Originaire de l'île de Malekula, il naît dans le condominium des Nouvelles-Hébrides, colonie franco-britannique, et est scolarisé dans les écoles coloniales françaises. Il est employé par la banque Indosuez. 
En 1969, il est l'un des cinq jeunes autochtones éduqués à s'assembler à Malekula pour discuter de l'avenir de leur pays ; les quatre autres sont George Kalkoa, Donald Kalpokas, Gérard Leymang et Walter Lini. Cette réunion, décrite par la suite comme « le début de la naissance du Vanuatu », aboutit peu après à la fondation de l'Association culturelle pour l'émancipation des Nouvelles-Hébrides, qui devient ensuite le Parti national des Nouvelles-Hébrides, indépendantiste. Aimé Maléré quitte rapidement le Parti national, en raison de l'exigence du parti d'une indépendance immédiate, de l'hostilité déclarée du Parti national à l'encontre de la langue française, et en raison de l'hostilité qu'il perçoit dans le parti envers les Néo-Hébridais non-autochtones, c'est-à-dire les descendants de colons européens et asiatiques,. Il devient en 1973 le président fondateur du Mouvement autonomiste des Nouvelles-Hébrides (MANH), qui, initié notamment par Michel Thévenin, revendique la coopération entre les communautés autochtones et d'origine étrangère, et le développement de l'éducation et de l'économie du pays avant tout projet d'indépendance.
Plusieurs mouvements et partis francophones hostiles à une indépendance trop rapide co-existent durant les années 1970 ; l'un des principaux est l'Union des communautés des Nouvelles-Hébrides (UCNH), créée début 1974 et dont les principales figures sont Rémy Delaveuve, Vincent Boulekone, Jean-Marie Léyé et Guy Prévot. Le MANH attire principalement les autochtones et les métis francophones des îles de Malekula et d'Espiritu Santo, et coopère avec le mouvement régionaliste Nagriamel de Jimmy Stevens à Santo,. Aimé Maléré pour le MANH, Rémy Delaveuve et Gérard Leymang pour l'UCNH et Jimmy Stevens pour le Nagriamel organisent une réunion publique commune à Port-Vila en octobre 1974, affirmant leur volonté d'une coopération inter-ethnique pour le développement et leur opposition à une indépendance trop rapide. Collectivement, l'UCNH, le MANH, le Nagriamel et quelques autres se surnomment « les modérés », par opposition au radicalisme du Parti national,.
Aimé Maléré est élu député de Malekula à l'Assemblée representative des Nouvelles-Hébrides aux élections législatives de 1977, et est alors nommé ministre du Commerce, de l'Industrie et du Tourisme dans le gouvernement que mène George Kalsakau, le premier gouvernement responsable de l'histoire de la colonie,. Il conserve ce ministère dans le gouvernement d'union nationale que mène Gérard Leymang à partir de décembre 1978, jusqu'aux élections de novembre 1979. Aimé Maléré y est réélu député de Malekula, mais ces élections sont remportées par les indépendantistes menés par Walter Lini, qui forme un gouvernement seul plutôt que maintenir un gouvernement d'unité nationale.
L'indépendance des Nouvelles-Hébrides étant alors prévue pour juillet 1980, Aimé Maléré s'associe au mouvement sécessionniste porté par Jimmy Stevens et Alfred Maliu à Espiritu Santo. La sécession est réprimée, et Aimé Maléré est condamné en septembre à deux ans et demi de prison. Au nom de la réconciliation du pays, il est relâché de prison par le gouvernement Lini en novembre 1981. Il est nommé par la suite consul du Vanuatu en Nouvelle-Calédonie.